# Донка Петрунова
Донка Николова Петрунова е българска писателка, която се изявява главно в областта на криминалния жанр.

## Биография
Родена е на 9 ноември 1931 г. в София. Завършва Селскостопанската академия, специалност „Агролесомелиорации“ през 1955 година. Омъжва се за детския писател Чавдар Аладжов (1956). Работи като журналистка, като пише за в. „Земеделско знаме“, „Кооперативно село“ и най-дълго се задържа в списание „Жената днес“.
Донка Петрунова е член на Съюза на българските писатели, на Съюза на българските журналисти, а също и на Международната асоциация на писателите криминалисти (AIEP).
Умира след кратко боледуване на 15 февруари 2016 г..

## Творчество
Написала е 23 книги. Авторка е на 3 публицистични книги, посветени на женската престъпност в България („Сивият дом“, 1986), и 18 криминални романа.
Нейно журналистическо разследване за женската престъпност довежда до книгата „Сивият дом“, определена в анкетата на в. „АБВ“ за най-добра книга на 1986 г. В края на 80-те години влиза в Клиниката в Суходол, за да проучи проблемите на алкохолизма и наркоманиите, а след това пише „Фатални отклонения“.

## Награди и отличия
През 1988 г. Донка Петрунова става първия носител на „Голямата награда за литература“ на Полицейската академия на МВР за „Мафиотски романс“.
Носител е на орден „Кирил и Методий“ ІІ ст.
Носител е на награда „Златното перо“ от Съюза на българските журналисти, Кортик от МВР за „Особени заслуги в борбата с престъпността“, „Темида“ от Министерство на правосъдието, „Голямата награда за литература“ на Академията на МВР за най-добра книга на полицейско-криминална тематика, издадена от български автор (1999), Специалната награда на Международния конкурс за криминален разказ „Атанас Мандаджиев“, както и на награда на AIEP „Най-добър роман за 2006 година“. Романът ѝ „Бели рози в черна ваза“ е отличен с Голямата награда на Съюза на българските писатели за 2008 година.